# 納比爾·凱巴布
納比爾·凱巴布（1983年12月30日—）是一名阿爾及利亞男子游泳運動員，曾代表國家參加2012年倫敦奧運的男子100米自由泳比賽，並未獲得獎牌。他也曾获得两枚地中海运动会的铜牌。